# Arabatski zaljev
Arabatski zaljev (ukr. Арабатська затока, rus. Арабатский залив, krim. tat. Arabat körfezi) nalazi se u jugozapadnom dijelu Azovskog mora u istočnoj Europi.
Nalazi se uz sjeverozapadnu obalu Kerčkog poluotoka i sjeveroistočnu obalu Krima.

## Vanjske poveznice
- The Arabat Tragedy